# دنيس كلاريدج
دنيس كلاريدج (بالإنجليزية: Dennis Claridge)‏ هو لاعب كرة قدم أمريكية أمريكي، ولد في 18 أغسطس 1941 في فينيكس في الولايات المتحدة، وتوفي في 1 مايو 2018 بسبب سرطان المثانة.

## وصلات خارجية
- دنيس كلاريدج على موقع مرجع كرة القدم المحترفة.كوم (الإنجليزية)
- دنيس كلاريدج على موقع كلية كرة القدم في سبورتس رفرنس.كوم (الإنجليزية)